# A–A-vonal

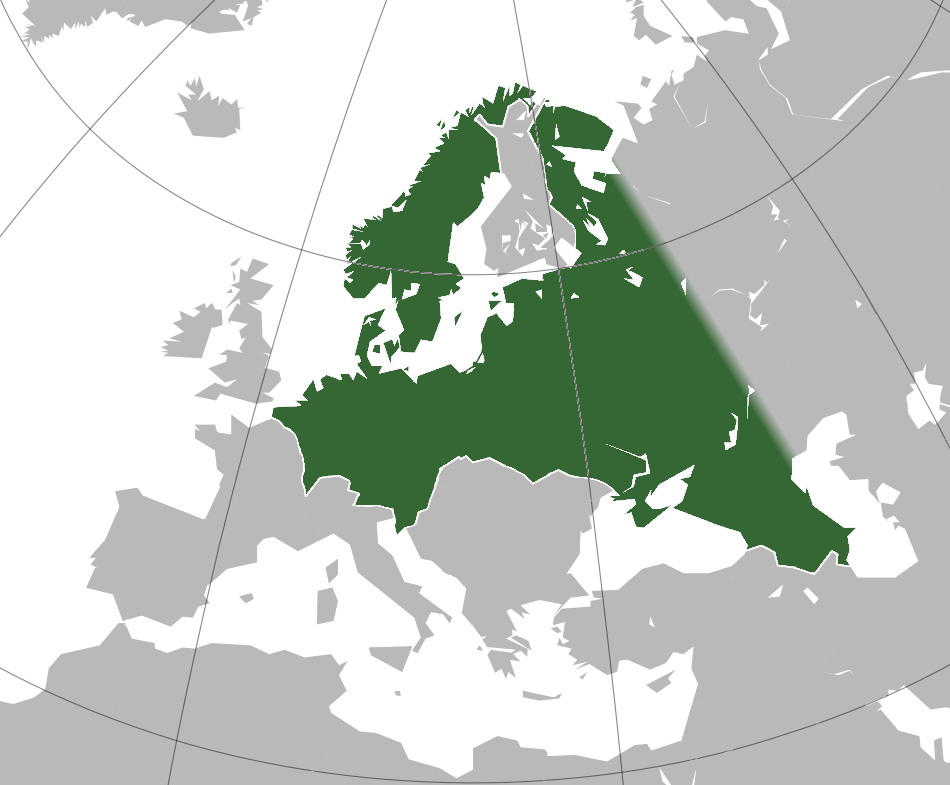
Az A–A-vonal egy tervezett „Nagygermán Birodalom” keleti határaként

Az Arhangelszk–Asztrahán-vonal, röviden A–A-vonal, a Barbarossa hadművelet végső katonai célja volt. Ismert még Volga–Arhangelszk-vonal, ritkábban Volga–Arhangelszk–Asztrahán-vonal néven is.

## Jellemzői
A fogalom először 1940. december 18-án a Führer 21. utasításában (Fall Barbarossa) hangzott el, melyben Hitler megfogalmazta a Szovjetunió elleni német támadás céljait és körülményeit, leírva a „Volga-Arhangelszk általános vonal” elérését, mint végső katonai célt.
Alapjait Erich Marcks Keleti hadműveleti terv vagy Marcks terv néven ismert katonai tanulmányaiban fektette le. A jelentés „Oroszország” (a Szovjetuniót nevezi így) megszállását javasolja az „Arhangelszk–Gorkij–Rosztov” vonalig. Ezzel elkerülhetővé vált volna, hogy a Szovjetunió a jövőben veszélyt jelentsen Németországra, mivel kikerült volna az ellenséges bombázók hatósugarából.
Az elméleti A–A-vonal két kikötővárost, a Fehér-tenger partján, az Északi-Dvina torkolatánál elterülő Arhangelszket kötötte össze a Volga Kaszpi-tengeri torkolatánál elterülő Asztrahánnal. A németeknek egyik várost sem sikerült elfoglalniuk.
A Vörös Hadsereg jelentős részének meg kellett semmisülnie a Blitzkrieg taktika következtében még a tél beállta előtt. A németek azt feltételezték, hogy a szovjet hadi készletek, az élelmiszeripar és az emberi erőforrások még a vonal elérése előtt a kezükre kerülnek. Az olaj szükségletek 86%-ától is megfosztották volna a Szovjetuniót (kaukázusi olajmezők). Az A–A-vonal volt a végső katonai cél, melyben a katonai tervezők gondolkodtak, mivel a Szovjetunió egyetlen hadművelettel történő elpusztítását kivitelezhetetlennek vélték az ország geográfiai viszonyai miatt. Az A–A-vonal elérése után a keletebbre fekvő ipari központokat légi bombázásokkal pusztították volna el, melyre a Luftwaffe egy egész hadosztályát jelölték ki.